# Scindapsus

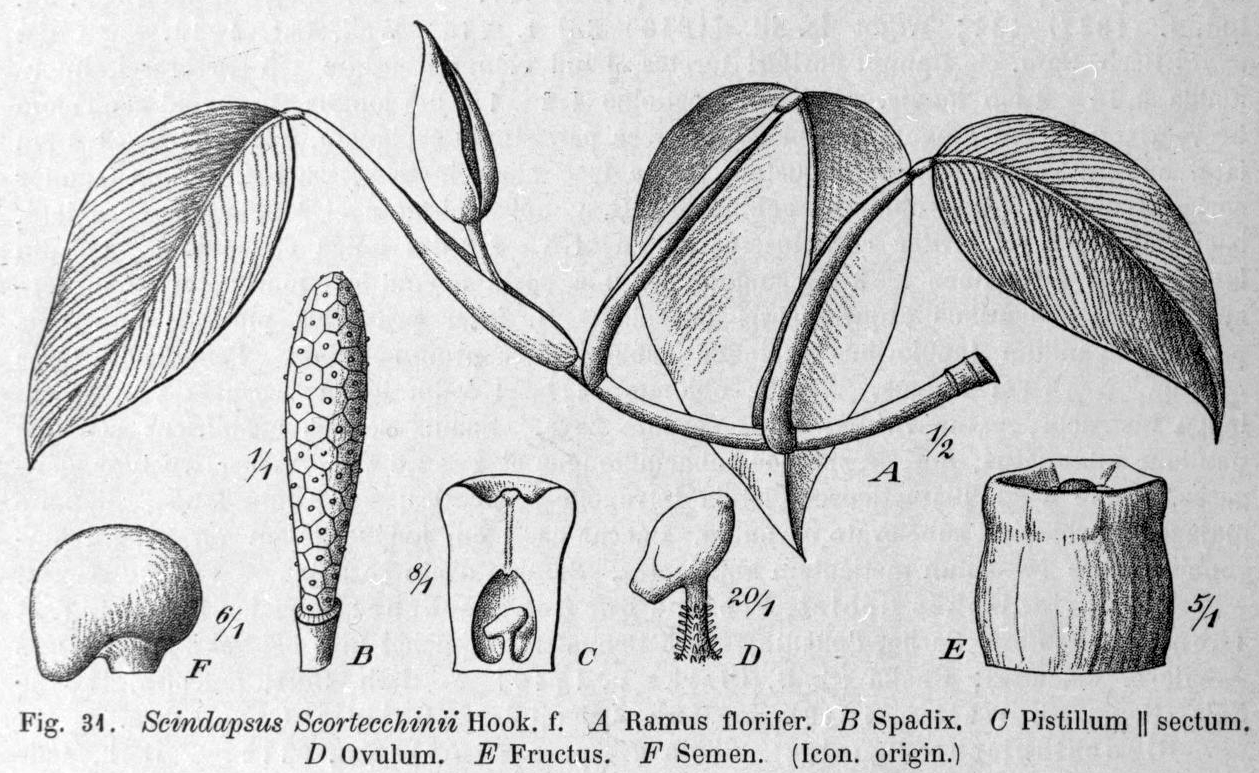
Morfologia Scindapsus scortechinii

Scindapsus, ołustek (Scindapsus Schott) – rodzaj roślin zielnych z rodziny obrazkowatych, obejmujący około 35 gatunków pochodzących z Chin, subkontynentu indyjskiego, Indochin, Azji Południowo-Wschodniej, Nowej Gwinei, Wysp Salomona, Queensland i Wysp Karolińskich.

## Morfologia
PokrójPnącza lub rośliny płożące się, niekiedy rozrosłe.
ŁodygaDługa, równomiernie ulistniona bądź tworząca w odległych węzłach rozetki liściowe z pędem kwiatostanowym, oddzielone od siebie długimi międzywęźlami i węzłami z drobnymi liśćmi. Z łodygi wyrasta wiele przybyszowych, powietrznych korzeni czepnych.
LiścieRośliny tworzą wiele liści właściwych na wierzchołkowo kolankowatych ogonkach tworzących szeroką pochwę liściową, trwałą lub usychającą do postaci włóknistej materii z wieloma sklereidami. Blaszki liściowe zawsze całobrzegie, lancetowate, eliptyczne lub jajowate, spiczaste, rzadko różnobarwne. Nerwacja pierwszorzędowa słabo widoczna, pierzasta, zbiegająca się do żyłki marginalnej. Użyłkowanie drugo- i czasami trzeciorzędowe równoległo-pierzaste, dalszego rzędu niepozorne, poprzecznie siatkowate.
KwiatyRośliny tworzą pojedynczy kwiatostan typu kolbiastego pseudancjum na pędzie kwiatostanowym krótszym od ogonka liściowego. Pochwa kwiatostanu łódkokształtna, jedynie lekko rozchylająca się w okresie kwitnienia, trwała lub szybko odpadająca. Kolba siedząca do osadzonej na krótkiej szypule, cylindryczna, wąsko eliptyczna lub maczugowata, pokryta obupłciowymi kwiatami pozbawionymi okwiatu. Kwiaty złożone z 4 pręcików i pojedynczej zalążni. Pręciki wolne, o podłużnych, spłaszczonych nitkach i podłużno-eliptycznych pylnikach, otwierających się przez szczytową szczelinę. Zalążnia niekiedy krótka, spłaszczona, mniej więcej cylindryczna, jednokomorowa, 1(-2)-zalążkowa. Zalążki anatropowe, powstające z bazalnego łożyska. Szyjka słupka pryzmatyczna, ścięta lub zakończona krótkim, stożkowatym wyrostkiem. Znamię słupka kuliste, eliptyczne, równowąskie lub punktowe.
OwoceCzerwone jagody. Nasiona zaokrąglone, nerkowate, spłaszczone, o grubej łupinie, gładkiej lub rzadko gruczołowatej.
Gatunki podobnePrzedstawiciele rodzajów epipremnum i rafidofora. Różnice obejmują liczbę i położenie zalążków oraz kształt i wielkość nasion

## Biologia i ekologia
RozwójWieloletnie, wiecznie zielone pnące hemiepifity, niekiedy płożące rośliny zielne, rzadko reofity (Scindapsus rupestris).
SiedliskoWilgotne lasy równikowe oraz suche lasy wiecznie zielone lub zrzucające liście na zimę.
GenetykaLiczba chromosomów 2n = 60 (42, 56, 58, 64, 70, 112).

## Systematyka
Pozycja rodzaju według Angiosperm Phylogeny Website (aktualizowany system APG IV z 2016)Należy do plemienia Monstereae, podrodziny Monsteroideae, rodziny obrazkowatych (Araceae), rzędu żabieńcowców (Alismatales) w kladzie jednoliściennych (ang. monocots).
Gatunki
| - Scindapsus alpinus Alderw. - Scindapsus altissimus Alderw. - Scindapsus beccarii Engl. - Scindapsus carolinensis Hosok. - Scindapsus coriaceus Engl. - Scindapsus crassipes Engl. - Scindapsus curranii Engl. & K.Krause - Scindapsus cuscuaria (Aubl.) C.Presl - Scindapsus cuscuarioides Engl. & K.Krause - Scindapsus falcifolius Engl. - Scindapsus geniculatus Engl. - Scindapsus glaucescens (Engl. & K.Krause) Alderw. - Scindapsus grandifolius Engl. - Scindapsus hederaceus Miq. - Scindapsus javanicus Alderw. - Scindapsus latifolius M.Hotta - Scindapsus longipes Engl. - Scindapsus longistipitatus Merr. | - Scindapsus lucens Bogner & P.C.Boyce - Scindapsus maclurei (Merr.) Merr. & F.P.Metcalf - Scindapsus mamilliferus Alderw. - Scindapsus marantifolius Miq. - Scindapsus officinalis (Roxb.) Schott – scindapsus lekarski - Scindapsus perakensis Hook.f. - Scindapsus pictus Hassk. – scindapsus pstry, scindapsus złoty - Scindapsus roseus Alderw. - Scindapsus rupestris Ridl. - Scindapsus salomoniensis Engl. & K.Krause - Scindapsus schlechteri K.Krause - Scindapsus scortechinii Hook.f. - Scindapsus splendidus Alderw. - Scindapsus subcordatus Engl. & K.Krause - Scindapsus suffruticosus Alderw. - Scindapsus sumatranus (Schott) P.C.Boyce & A.Hay - Scindapsus treubii Engl. |

## Nazewnictwo

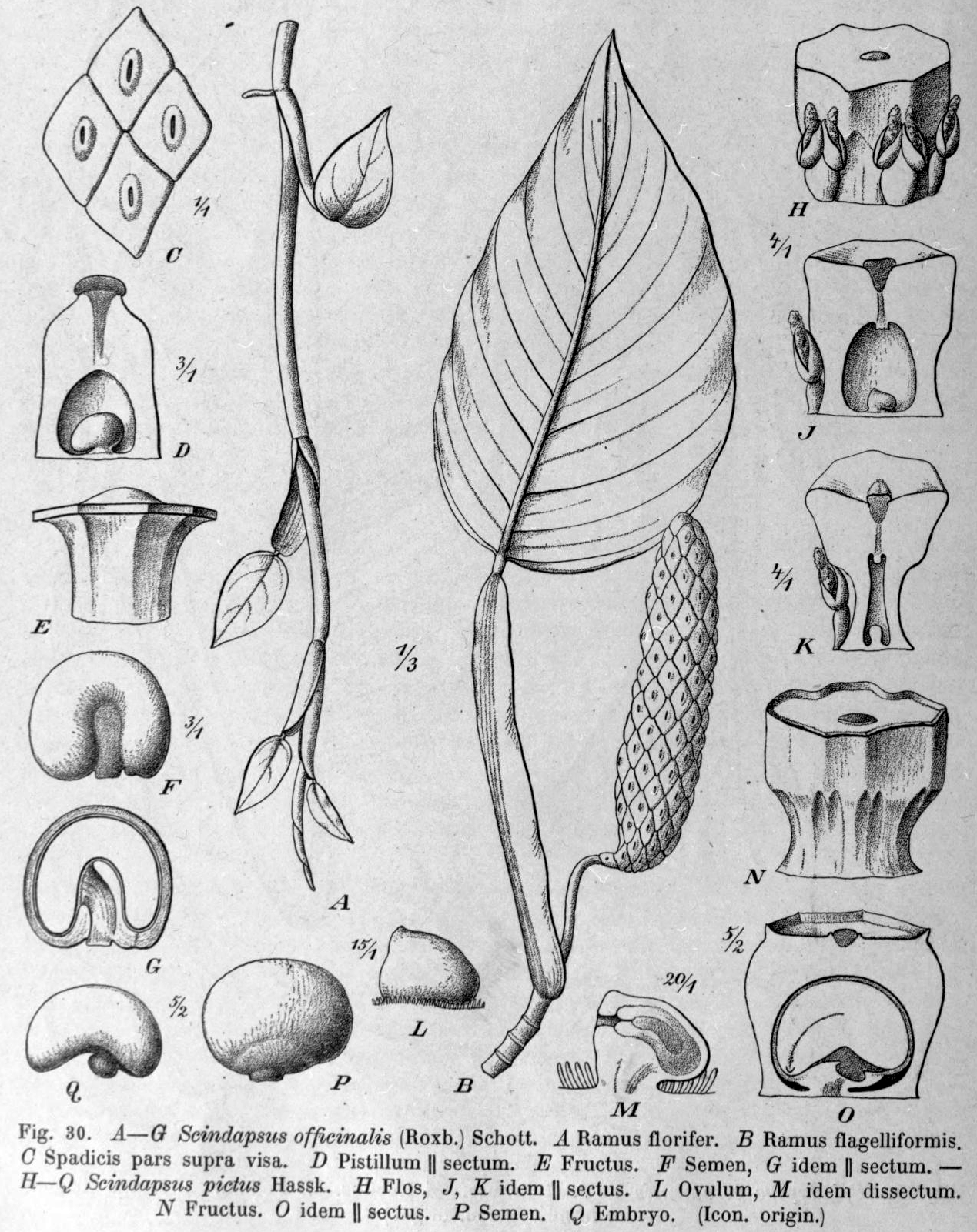
Scindapsus lekarski

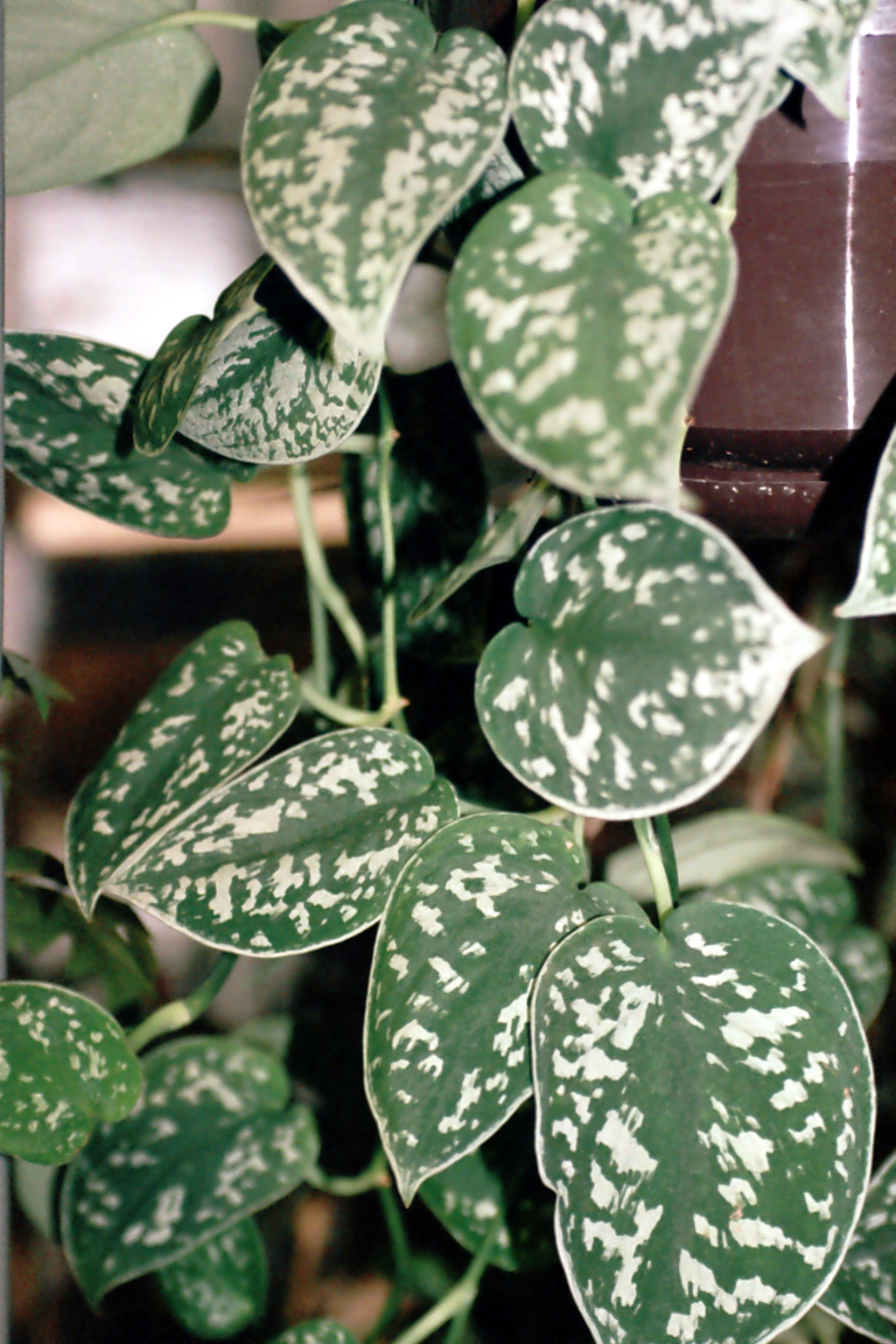
Scindapsus pstry

Toponimia nazwy naukowejNazwa naukowa rodzaju pochodzi od starogreckiego słowa σχινδαφός (skindapsos) używanego w starożytności do określenia rośliny podobnej do bluszczu.
Nazwy rodzajoweW XIX i na początku XX wieku w literaturze polskiej rodzaj Scindapsus opisywano jako „ołustek”. W XX wieku upowszechniła się nazwa odłacińska „scindapsus”, stosowana do dzisiaj nie tylko w języku polskim, ale również m.in. w angielskim, niemieckim i rosyjskim.

## Zastosowanie
Rośliny leczniczeScindapsus lekarski (hin. गजपीपल – gajapipal, gaja-pīpal) jest od starożytności uznaną rośliną leczniczą w tradycyjnej medycynie indyjskiej (ajurwedzie). Surowcem leczniczym jest suszony dojrzały kwiatostan (owocostan). Wykazuje on działanie termogeniczne, pobudzające, zwiększające popęd płciowy, wykrztuśne, napotne, wiatropędne i antyrobacze. Roślina ta stosowana jest w biegunce, kaszlu, zapaleniu oskrzeli, chorobach gardła i robaczycy. Badania przeprowadzone w 2010 roku wykazały, że wyciąg z owoców tych roślin jest silnym przeciwutleniaczem.
Rośliny ozdobneScindapsus pstry jest szeroko rozpowszechnioną w uprawie rośliną pokojową. Roślina ta jest pnączem o atrakcyjnych, skórzastych, owalnych do sercowatych liściach koloru szmaragdowo- lub błękitnozielonego z białawymi plamkami. Największą popularnością cieszy się jego kultywar ‘Argyraeus’.
Do rodzaju scindapsus przez wiele lat zaliczano też powszechnie uprawiane epipremnum złote (Epipremnum aureum, syn. Rhaphidophora aurea, Scindapsus aureus). Obecnie nadal roślinę tę określa się potocznie nazwą scindapsus.

## Uprawa
WymaganiaScindapsus pstry jest rośliną trudną w uprawie, dużo bardziej wymagającą od epipremnum złocistego. Wymaga ciepłego stanowiska o podwyższonej wilgotności powietrza min. 50%.
PielęgnacjaRośliny nie tolerują bezpośredniego nasłonecznienia. Wymagane jest utrzymywanie raczej stałej temperatury (21–27 °C), dopuszczalne jest obniżenie jej jedynie zimą do minimum 13 °C.
RozmnażanieWiosną z wierzchołkowych sadzonek pędowych lub odcinków łodygi z jednym pąkiem. Sadzonki łatwo ukorzeniają się w wodzie lub bezpośrednio w podłożu.